# SHAKALABBITS (アルバム)
SHAKALABBITS（シャカラビッツ）は、SHAKALABBITSの5枚目のスタジオ・アルバム。

## 概要
- 初回生産限定盤は、DVD付き。
- セルフタイトルのアルバム。

## 収録曲
全作詞:UKI、作曲:MAH

### CD
1. sheep glide carnival (2:37)
2. Walk Over the Rainbow (3:22)
3. クランベリーハウス (3:31)
4. Synchrotron Rec Machine (2:01)
5. 時空マスター (2:58)
6. モンゴルフィエの手紙 (4:11)
7. グルーチョマルクス公園 (3:40)
8. Circadian Bird (3:24)
9. JAILHOUSE inn (3:10)
10. COLONY DINNER (3:22)
11. The Pitchfork Diaries (2:29)
12. ハブランサス (3:53)
13. My Planet (5:19)
14. Tweak (3:19)

### DVD
1. Walk Over the Rainbow
2. Circadian Bird